# GPT-4o
GPT-4o é um transformador generativo multimodal e multilíngue pré-treinado, desenvolvido pela OpenAI e lançado em maio de 2024. O GPT-4o é gratuito, mas assinantes do ChatGPT Plus contam com limites de uso mais elevados. Ele é capaz de processar e gerar texto, imagens e áudio. Sua interface de programação de aplicativos (API) é mais rápida e econômica que a de seu antecessor, GPT-4 Turbo.

## Antecendentes
Diversas versões do GPT-4o foram originalmente lançadas de forma discreta, sob nomes diferentes, na Chatbot Arena da Large Model Systems Organization (LMSYS), apresentadas como três modelos distintos. Esses modelos foram nomeados como gpt2-chatbot, im-a-good-gpt2-chatbot e im-also-a-good-gpt2-chatbot. Em 7 de maio de 2024, o CEO da OpenAI, Sam Altman, tuitou "im-a-good-gpt2-chatbot", o que foi amplamente interpretado como uma confirmação de que esses eram novos modelos da OpenAI sendo testados em experimentos A/B.

## Capacidades
Lançado em maio de 2024, o GPT-4o alcançou resultados de ponta em benchmarks de voz, multilíngue e visão, estabelecendo novos recordes em reconhecimento de fala e tradução de áudio. O GPT-4o obteve uma pontuação de 88,7 no benchmark Massive Multitask Language Understanding ( MMLU ), em comparação com 86,5 do GPT-4. Diferentemente do GPT-3.5 e do GPT-4, que dependem de outros modelos para processar áudio, o GPT-4o oferece suporte nativo à conversão de voz em voz. O Modo de Voz Avançado foi inicialmente adiado, mas acabou sendo lançado para assinantes do ChatGPT Plus e Team em setembro de 2024. Em 1° de outubro de 2024, a API em tempo real foi introduzida.
No lançamento, o modelo oferecia suporte a mais de 50 idiomas, o que, segundos a OpenAI, cobre mais de 97% da população global de falantes. Mira Murati demonstrou a capacidade multilíngue do modelo ao conversar em italiano e realizar traduções entre inglês e italiano durante o evento de demonstração da OpenAI transmitido ao vivo em 13 de maio de 2024. Além disso, o novo tokenizador utiliza menos tokens para determinados idiomas – especialmente aqueles que não usam o alfabeto latino – tornando o uso mais econômico nesses casos.
O GPT-4o possui conhecimento acumulado até outubro de 2023, mas é capaz de acessar a internet quando são necessárias informações atualizadas. Ele conta com um comprimento de contexto de 128 mil tokens.

### Personalização corporativa
O processo de ajuste fino exige que os clientes enviem seus dados para os servidores da OpenAI, sendo que o treinamento geralmente leva de uma a duas horas. O objetivo da OpenAI com essa implementação é reduzir a complexidade e o esforço necessários para que as empresas personalizem soluções de IA conforme suas necessidades, o que pode aumentar tanto a adoção quanto a eficácia da IA em ambientes corporativos.

## GPT-4o mini
Em 18 de julho de 2024, a OpenAI lançou uma versão menor e mais acessível, o GPT-4o mini.
Segundo a OpenAI, seu baixo custo é especialmente vantajoso para empresas, startups e desenvolvedores que buscam integrá-lo aos seus serviços – geralmente caracterizados por alto volume de chamadas de API. Sua API custa quinze centavos de dólar por milhão de tokens de entrada e sessenta centavos de dólar por milhão de tokens de saída, em comparação com dois dólares e cinquenta centavos e dez dólares, respectivamente, do GPT-4o. Ele também é significativamente mais eficiente e 60% mais barato que o GPT-3.5 Turbo, que substituiu como modelo padrão na interface do ChatGPT. O custo dobra em casos de ajuste fino: 30 centavos de dólar por milhão de tokens de entrada e um dólar e vinte centavos por milhão de tokens de saída. Estima-se que o modelo tenha oito bilhões de parâmetros.
O GPT-4o mini é o modelo padrão para usuários gratuitos e para aqueles que atingem o limite de uso do GPT-4o.

## GPT Image 1
Em 25 de março de 2025, a OpenAI lançou um modelo de geração de imagens nativo do GPT-4o, como sucessor do DALL-E 3. Posteriormente, o modelo foi nomeado GPT Image 1 (gpt-image-1) e integrado à API em 23 de abril. Inicialmente, foi disponibilizado para usuários pagos, enquanto o lançamento para usuários gratuitos foi adiado.
O uso do recurso foi posteriormente limitado, com Sam Altman comentando em um tweet que "[as] GPUs estavam derretendo" devido à popularidade sem precedentes do modelo. Mais tarde, a OpenAI revelou que mais de 130 milhões de usuários ao redor do mundo criaram mais de 700 milhões de imagens com o GPT Image 1 apenas na primeira semana⁠.

## Controvérsias

### Controvérsia sobre Scarlett Johansson
Quando foi lançado, o GPT-4o oferecia cinco vozes: Breeze, Cove, Ember, Juniper e Sky. Rapidamente, foi notada uma semelhança entre a voz Sky e a da atriz americana Scarlett Johansson. Em 14 de maio, a Entertainment Weekly questionou se essa semelhança havia sido intencional. Em 18 de maio, o marido de Johansson, Colin Jost, comentou de forma bem-humorada sobre a semelhança durante um quadro do Saturday Night Live. Em 20 de maio de 2024, a OpenAI desativou a voz Sky, emitindo uma nota afirmando: "Recebemos perguntas sobre como escolhemos as vozes no ChatGPT, especialmente Sky. Estamos trabalhando para suspender temporariamente o uso da voz Sky enquanto lidamos com essas questões."
Scarlett Johansson protagonizou o filme de ficção científica Her, de 2013, interpretando Samantha, uma assistente virtual com inteligência artificial representada por uma voz feminina. Como parte da divulgação que antecedeu o lançamento do GPT-4o, Sam Altman publicou no X (antigo Twitter), em 13 de maio, uma única palavra: "ela".
A OpenAI afirmou que todas as vozes foram baseadas em atuações de dubladores profissionais contratados. Segundo a empresa, "a voz de Sky não é uma imitação de Scarlett Johansson, mas pertence a uma atriz profissional diferente, utilizando sua própria voz natural." A diretora de tecnologia da OpenAI, Mira Murati, declarou: "Não sabia sobre essa voz. Tive, inclusive, que ir ouvir a voz da Scarlett Johansson." A empresa também informou que o elenco de dublagem havia sido finalizado antes de qualquer contato com Johansson.
Em 21 de maio, Johansson divulgou um comunicado informando que a OpenAI havia, por diversas vezes, feito propostas para licenciar sua voz cerca de nove meses antes do lançamento do GPT-4o – propostas que ela recusou. Ela afirmou ter ficado "chocada, irritada e incrédula ao saber que o Sr. Altman criaria uma voz tão estranhamente semelhante à minha que nem mesmo meus amigos mais próximos e veículos de imprensa conseguiam perceber a diferença". No comunicado, Johansson também destacou a ausência de salvaguardas legais adequadas para o uso de trabalhos criativos em sistemas avançados de inteligência artificial, informando que seu advogado solicitou esclarecimentos à OpenAI sobre como a voz Sky foi criada.
Observadores compararam o episódio com a forma o processo que Johansson moveu contra a The Walt Disney Company por quebra de contrato, relacionado ao lançamento do filme Viúva Negra diretamente no streaming, o qual teria rendido à atriz um acordo estimado em cerca de 40 milhões de dólares.
Também em 21 de maio, a colunista Shira Ovide, do The Washington Post, incluiu o caso na sua lista de "autopromoções mais desastrosas" de empresas de tecnologia, classificando a decisão da OpenAI – de lançar uma voz semelhante a de Johansson e depois negar a semelhança – em sexto lugar. Em 24 de maio, Derek Robertson, do Politico, escreveu sobre a "forte repercussão" do caso, concluindo que "apropriar-se da voz de uma das estrelas do cinema mais famosas do mundo — em referência [...] a um filme que serve como advertência sobre a dependência excessiva da — dificilmente ajudará a reconquistar o apoio público a [Sam Altman] num futuro próximo."

### Filtro do Studio Ghibli

Imagem de uma prisão publicada pela conta oficial da Casa Branca no Twitter. A representação em estilo Studio Ghibli gerou críticas.

Com o lançamento do recurso de geração de imagens do GPT-4o (posteriomente denominado GPT Image 1), em março de 2025, fotografias recriadas no estilo dos filmes do Studio Ghibli rapidamente se tornaram virais. Sam Altman reconheceu a tendência ao alterar sua foto de perfil para uma imagem inspirada nesse estilo. O uso do visual característico do Studio Ghibli gerou controvérsias, sendo criticado por veículos como a Associated Press e o The New York Times, que relembraram declarações do diretor Hayao Miyazaki contra a arte produzida por IA no documentário Never-Ending Man: Hayao Miyazaki, de 2016.
A polêmica se intensificou quando a conta oficial da Casa Branca no Twitter publicou uma imagem no estilo Ghibli zombando da prisão da imigrante Virginia Basora-Gonzalez por autoridades migratórias. A imagem a retratava chorando, enquanto era algemada por um agente de intimidação, o que gerou fortes reações negativas. Em resposta à crescente tendência do uso desse estilo, a distribuidora norte-americana GKIDS emitiu um comunicado à imprensa, comparando esse fenômeno ao relançamento em IMAX do filme Mononoke Hime, de 1997, produzido pelo Studio Ghibli.